# Trigonospila pallipes
Trigonospila pallipes là một loài ruồi trong họ Tachinidae.